# 金缕梅
金缕梅（学名：Hamamelis mollis）为金缕梅科金缕梅属下的一种落葉灌木或小喬木，原產於中國東部，其種加詞的意思是“柔軟的”，指的是其葉子。